# Фрик, Чанг
Чанг Йоханнес Фрик (произношение: /'ɧaŋ/), до 1995 года Чанг Георг Линдберг — шведский предприниматель, журналист и фотограф. Главный редактор интернет-газеты Nyheter Idag.

## Детство
Родился 24 октября 1983 года в Киллеберге в муниципалитете Осби.
Ходил в среднюю школу в Экбакесколане в муниципалитете Осби. В 2003—2006 годах изучал машиностроение в Кристианстадском университете, но не закончил учёбу. По словам Фрика, он цыган по отцу и еврей по матери. В 2008 году он переехал из Кристианстада и поселился в Стокгольме. В настоящее время живёт в муниципалитете Хабо.

## Политическая активность
Чанг Фрик ранее был политически активен в рядах Шведских демократов (SD), а в 2010 году был избран от их имени в муниципальный совет Кристианстада. Фрик занял третье место в списке и получил 51 персональный голос, что соответствует 2,97 % голосов шведских демократов на выборах в муниципальные советы.

### Организация сожжения корана
По данным шведского гостелеканала SVT, Фрик предложил Расмусу Палудану сжечь Коран перед посольством Турции в Стокгольме, гарантировав ему покрытие всех связанных с этим расходов.

## Срок службы

### Новости сегодня
Чанг Фрик и Якоб Бергман основали интернет-газету Nyheter Idag в феврале 2014 года. Интернет-газета финансируется и управляется компанией Publicism NITEK AB, где Фрик является заместителем. Газета фокусируется на политике, сплетнях, социальных сетях и зарубежных новостях. Сайт был назван Resumé дружественным к SD, но также публикует статьи с критикой SD, такие как отчет Фрика о члене Риксдага Павле Гамове, отчет, который, согласно Resumé, получил высокую оценку нескольких видных журналистов.
В Nyheter idag Фрик делал репортажи, которые привлекли внимание национальных СМИ, например, сообщения СМИ о сексуальных злоупотреблениях во время фестиваля We Are Sthlm летом 2015 (2016), поездка в Россию с членом парламента русского происхождения Павлом Гамовым (2017) от националистической партии шведских демократов, предоставление Агентством фортификационных сооружений чертежей объектов военной защиты Китаю (2017), контакты Министерства иностранных дел с журналистом Патриком Оксаненом (2018) и связь Агентства социального страхования с министром обороны Ирака Наджа аль-Шаммари (2019). Однако Фрику было отказано во вступлении в Ассоциацию шведских публицистов.
Йорген Хюитфельдт заявил в 2018 году, что Фрика во многих отношениях можно сравнить с политическим репортером Expressen Никласом Свенссоном, поскольку они оба являются архетипом журналиста с «огромным стремлением к новостям в сочетании со способностью устроить скандал с кем угодно». Кайса Норман изобразила Чанга Фрика в репортажной книге «Чисто шведская история» (2019), придя к выводу, что Фрик невосприимчив к социальной стигматизации.

### Ruptly
По данным издания The Telegraph, Фрик работал журналистом в связанном с Russia Today видеоагентстве Ruptly.

### Бизнес
В Publicism NITEK AB, которая занимается изданием ежедневных газет, Чанг Фрик является заместителем и настоящим руководителем. Кроме того, Фрик работает в трех других действующих компаниях. Он является бенефициарным владельцем компании Davka Förvaltning AB, которая является холдинговой компанией нефинансовых групп. Он рядовой член Hodlingbolaget Krypterade Kulor AB. В компании Svensk Kärnkraft AB Чанг Фрик является заместителем.